# Dragon Ball Z: Ginga Giri-Giri!! Butchigiri no Sugoi Yatsu
Dragon Ball Z: Ginga Giri-Giri!! Butchigiri no sugoi yatsu ( ドラゴンボールZ 銀河ギリギリ!!ぶっちぎりの凄い奴 Doragon Boru Zetto Ginga Giri-Giri!! Butchigiri no sugoi yatsu ?, Dragon Ball Z: ¡¡La galaxia está en peligro!! Un guerrero super increíble) es la 12.ª película basada en la serie de manga y anime Dragon Ball, y la 9.ª de la etapa Dragon Ball Z, fue estrenada el 7 de octubre de 1993.

## Argumento
Una familia adinerada organiza un torneo intergaláctico de artes marciales en la Tierra en el que compiten luchadores de toda la galaxia como Son Gohan, Piccolo, Trunks del Futuro, Ten Shin Han, Yamcha y Krilin. Todos menos Yamcha (que cayó de la arena) avanzan sin esfuerzo para preocupación de Mr. Satán, que los reconoce de la batalla contra Cell y sabe que tendrá que enfrentarse a cualquiera de ellos que gane. En las semifinales, Trunks del Futuro lucha contra Ten Shin Han y lo derrota y Piccolo se molesta por la falta de desafío y abandona contra Krilin. Son Gohan, Trunks del Futuro y Krilin pasan a la final, donde cada uno de ellos se enfrenta a un luchador alienígena. Sin embargo, cuando los luchadores alienígenas son revelados, el promotor de la lucha se da cuenta de que estos no son los falsos alienígenas que reclutó para el evento. Trunks del Futuro es desafiado por un guerrero alienígena que usa la espada llamado Gokua, Krilin es derrotado por una alienígena femenina llamada Zangya, Son Gohan se enfrenta al misterioso alienígena Bujin, y otro concursante del torneo es asesinado por el luchador alienígena Bido. Mientras tanto, tras quejarse de un falso dolor de estómago para evitar el combate, Mr. Satán queda atrapado en una cápsula de transporte y es enviado al campo de batalla.
Trunks del Futuro se ve sorprendido por la letalidad de su oponente alienígena y se ve obligado a transformarse en Super Saiyajin para matarlo. Trunks del Futuro es entonces abatido por un enemigo desconocido mientras Son Gohan continúa su lucha con Bujin hasta que descubre que Trunks del Futuro y Krilin han sido incapacitados. Bojack llega y le cuenta a Son Gohan sus planes para conquistar el universo. Ten Shin Han y Yamcha se unen a la lucha pero son rápidamente derrotados por los secuaces de Bojack. Son Gohan lucha contra ellos mientras Bojack observa divertido, mientras que en el Otro Mundo, Son Goku y Kaiosama observan la batalla con preocupación y Kaiosama les revela que siglos atrás, el señor de la guerra galáctica llamado Bojack había sido sellado dentro de un planeta por los cuatro Kaiosama, pero cuando Cell explotó en el planeta Kaiosama, esto permitió que Bojack se liberara. Son Gohan se ve abrumado por el trío de secuaces y casi muere por la explosión de energía de Bojack, aunque ésta es desviada por Piccolo, que desafía a Bojack pero es derrotado. Trunks del Futuro  también desafía a Bojack pero es paralizado por la técnica de absorción de energía de Bujin y casi empalado por la lanza de Bido antes de ser salvado por la llegada sorpresa de Vegeta. Bojack golpea a Vegeta y asume su forma de "Poder Total" mientras Trunks es abrumado por los secuaces de Bojack. Con Vegeta, Trunks del Futuro y todos los demás incapacitados, Son Gohan lucha solo contra Bojack, pero queda paralizado por las técnicas combinadas de absorción de energía de sus secuaces. Son Gohan es atacado por Bojack, pero la repentina llegada de la vaina de Mr. Satán los distrae. Gohan se prepara para luchar una vez más, pero es abatido por Bojack y sus secuaces mientras Son Goku observa impotente cómo su hijo es capturado en un abrazo de oso y torturado.
En contra de las reglas del Otro Mundo, Son Goku utiliza bruscamente su técnica del Shunkanido para transportarse al combate y golpea a Bojack antes de que pueda matar a Son Gohan. Después de algunos consejos y de tranquilizarlo, Son Goku coloca a su hijo en el suelo a salvo y se desvanece. Son Gohan, revitalizado por las palabras de su padre, se transforma en su forma Super Saiyajin 2. Ahora no le afectan sus ataques, Son Gohan mata sin esfuerzo a Bido y Bujin y Zangya muere cuando Bojack la lanza hacia Son Gohan. Al no ser rival para el poder del joven Saiyajin, Bojack es atravesado en el abdomen por el puño de Son Gohan y, como último recurso, lanza una enorme ráfaga de energía que Son Gohan contrarresta con un Kamehameha. Los rayos de energía chocan y Bojack muere. Son Gohan, exhausto, cae rendido mientras Son Goku alaba a su hijo del Otro Mundo. Tras la batalla, los Guerreros Z y sus amigos se ríen mientras ven las noticias del hospital de que Mr. Satán es quien ha derrotado a los intrusos alienígenas. En la azotea, Vegeta y Piccolo están sentados, poco impresionados por las alegres noticias.

## Personajes
Son Gokū ( 孫 悟空 Son Goku?)
 Seiyū: Masako Nozawa
Son Gohan (孫 悟飯 Son Gohan?)
 Seiyū: Masako Nozawa
Piccolo ( ピッコロ  Pikkoro?)
 Seiyū: Toshio Furukawa
Vegeta ( ベジータ  Bejīta?)
 Seiyū: Ryo Horikawa
Trunks (トランクス  Torankusu?)
 Seiyū: Takeshi Kusao
Krilin (クリリン  Kuririn?)
 Seiyū: Mayumi Tanaka
Mr. Satán (ミスター・サタン  Misutā Satan?)
 Seiyū: Daisuke Gōri
Yamcha ( ヤムチャ Yamucha?)
 Seiyū: Toru Furuya
Ten Shin Han ( 天津飯 Ten Shin Han?)
 Seiyū: Hirotaka Suzuoki
Oolong (ウーロン Ūron?)
 Seiyū: Naoki Tatsuta
Bulma (ブルマ Buruma?)
 Seiyū: Hiromi Tsuru
Chichi ( チチ Chichi?)
 Seiyū: Naoko Watanabe
Kame Sen'nin ( 亀仙人 Kame Sennin?)
 Seiyū: Kōhei Miyauchi
Chaozu (餃子 Chaozu?)
 Seiyū: Hiroko Emori
Kaiō del Norte (北の界王 Kita no Kaiō?)
 Seiyū: Jōji Yanami

### Personajes exclusivos de la película
Zangya (ザンギャ?)
 Seiyū: Tomoko Maruo
Actor de doblaje: Antonia Martínez (España) y Belinda Martínez (México).
Zangya es la única mujer guerrera que forma parte del grupo de Bojack. Fue la primera en combatir contra los guerreros Z, derrotando muy fácilmente a Krilin. Una luchadora con gran habilidad, pero al ver el enorme de poder de Son Gohan convertido en supersaiyajin 2 y viendo caer a sus compañeros de un solo golpe, el pánico se apoderó de ella, Boujack al ver el miedo que siente su guerrera hacia el enemigo, decide que ya no es útil y la termina asesinando con una ráfaga de energía. Su nombre proviene del japonés cruel (残虐 Zangyaku?).
Bido (ビドー bidō?)
 Seiyū: Hisao Egawa
Actor de doblaje: Miguel Ángel Montero (España) y José Luis Castañeda (México)
Bido es un guerrero que forma parte del grupo de guerreros galácticos de Boujack, al igual que sus compañeros tiene la piel cian oscuro y cabello naranja, usa un candado y su cabello en corte mohawk. Pelea contra Dosukoi en las semifinales y lo asesina, más adelante es muerto por Son Gohan en Super Saiyajin nivel 2. Su nombre proviene del japonés injusto (非道 hidō?).
Boojin (ブージン Bōjin?)
 Seiyū: Hiroko Emori
Actor de doblaje: Adolfo Martínez (España) y José Arenas (México).
Boojin es un guerrero que forma parte del grupo de guerreros galácticos de Bojack, se enfrentó a Gohan en las semifinales hasta que su pelea fue interrumpida por Bojack, más adelante es muerto por Son Gohan en Super Saiyajin nivel 2. Su nombre proviene del japonés arrogante (傍若無人 Bōjakubujin?) al igual que Bojack.
Gokua (ゴクア?)
 Seiyū: Toshiyuki Morikawa
Actor de doblaje: Miguel Ángel Montero (España) y Mario Castañeda (México)
Gokua es un guerrero que forma parte del grupo de guerreros galácticos de Bojack, es un espadachín y se enfrenta a Trunks del futuro en las semifinales, parecía que iba a ganar hasta que Trunks del futuro se convirtió en Super Saiyajin Dai Ni Dankai. Su nombre proviene del japonés horrible (極悪 gokuaku?).
Bojack (ボージャック Bōjakku?)
 Seiyū:  Tesshō Genda
Actor de doblaje: Javier Merchante (España) y César Soto (México)
Bojack es el líder y el más poderoso de los guerreros galácticos. Se caracteriza por su piel color verde oscuro y cabello naranja, fue encerrado por los 4 kaios en un planeta lejano, pero fue liberado cuando el Kaio del Norte murió, puede transformarse de una forma muy parecida a la de un Super Saiyajin, que aumenta su poder y también su masa muscular, el color de su piel se vuelve verde claro, y el cabello rojo. Su poder puede ser comparado con el del Bioandroide Cell en modo perfecto. 
Dosukoi (ドスコーイ dosukōi?)
 Seiyū: Naoki Tatsuta
Actor de doblaje: Ángel Corpa (España) y Abel Rocha (México)
Dosukoi es un enorme peleador de sumo, pasa a las semifinales al eliminar a Kung Fun pero es asesinado por uno de los hombres de Bojack. Su nombre proviene de un grito del sumo, Dosukoi (どすこい?).
Kung fun (カンフーン  Kanfūn?)
Kung Fun es un guerrero que participó en el Tenkaichi Daibudōkai, llegó a los octavos de final y fue eliminado por Dosukoi. Solo se escucha su nombre y se ve su imagen en un monitor. Su nombre proviene de Kung Fu (カンフー Kan Fū?).
Udo (ウドー Udō?)
 Seiyū:  Kōhei Miyauchi
Actor de doblaje: Daniel Palacios (España) y Eduardo Borja (†) (México)
Udo es un enorme guerrero que pierde contra Son Gohan en los octavos de final. Su nombre proviene de la planta aralia japonesa (独活 Udo?).
Gyosan Money (ギョーサン・マネー Gyōsan Monē?)
 Seiyū: Iemasa Kayumi
Actor de doblaje: Ángel Corpa (España) y José Luis Castañeda (México)
Gyosan Money es el hombre más rico del mundo y organizador del Tenkaichi Daibudōkai. Tiene una esposa llamada Okaney money (オッカネー・マネー Okkanē Monē?) y un niño llamado Dollar (ドル Doru?). Su nombre proviene del japonés mucho (仰山 gyōsan?) y el inglés dinero (マネー monē?), el de su esposa del japonés dinero (お金 Okane?) y el de su hijo de la moneda Dollar (ドル Doru?).

## Reparto
| Personaje    | Actor de voz (Japón) | Doblaje (Hispanoamérica) | Doblaje (España)        |
| ------------ | -------------------- | ------------------------ | ----------------------- |
| Son Gohan    | Masako Nozawa        | Laura Torres             | Ana Cremades            |
| Krilin       | Mayumi Tanaka        | Luis Daniel Ramírez      | Ángeles Neira           |
| Trunks       | Takeshi Kusao        | Sergio Bonilla           | Luis Fernando Ríos      |
| Piccolo      | Toshio Furukawa      | Carlos Segundo           | Antonio Inchausti       |
| Vegeta       | Ryo Horikawa         | René García              | Alberto Hidalgo         |
| Mr. Satán    | Daisuke Gori         | Ricardo Brust            | Jorge Tomé              |
| Bojack       | Tessho Genda         | César Soto               | Javier Merchante        |
| Zangya       | Tomoko Maruo         | Belinda Martínez         | Antonia Martínez Zurera |
| Boojin       | Hiroko Emori         | José Arenas              | Adolfo Martínez         |
| Bido         | Hisao Egawa          | José Luis Castañeda      | Miguel Ángel Montero    |
| Gokua        | Toshiyuki Morikawa   | Mario Castañeda          | Miguel Ángel Montero    |
| Kaiosama     | Joji Yanami          | José Luis McConnell      | Mauro Rivera            |
| Son Goku     | Masako Nozawa        | Mario Castañeda          | José Antonio Gavira     |
| Yamcha       | Toru Furuya          | Esteban Desco            | David Arnaiz            |
| Ten Shin Han | Hirotaka Suzuoki     | Ismael Larumbe           | Daniel Palacios         |
| Chichi       | Naoko Watanabe       | Patricia Acevedo         | Julia Olivia            |
| Bulma        | Hiromi Tsuru         | Mónica Manjarrez         | Nonia de la Gala        |
| Oolong       | Naoki Tatsuta        | Arturo Mercado           | Antonio Inchausti       |
| Kame Sennin  | Kōhei Miyauchi       | Jesús Colín (†)          | Mariano Peña            |
| Chaoz        | Hiroko Emori         | Patricia Acevedo         | Inma Font               |
| Udo          | Kōhei Miyauchi       | Eduardo Borja (†)        | Daniel Palacios         |
| Dosukoi      | Naoki Tatsuta        | Abel Rocha               | Ángel Corpa             |
| Gyosan Money | Iemasa Kayumi        | José Luis Castañeda      | Ángel Corpa             |
| Okaney Money | Hiromi Tsuru (†)     | Circe Luna               |                         |
| Dollar Money | Hiroko Emori         | Circe Luna               |                         |

## Ubicación de la línea de tiempo
Esta película tiene lugar varios meses después de la derrota de Cell en los Cell Games porque Trunks del Futuro ha regresado y se dice que derrotó a los Androides del Futuro. 
En la Saga de la Creación del Universo, durante su enfrentamiento con Bojack, Goku y Vegeta mencionan haber peleado con él en el pasado y su descripción de este encuentro pasado indica una versión de los eventos de la película ocurridos dentro de la línea de tiempo principal de Super Dragon Ball Heroes de la que provienen Goku y Vegeta.

## Estreno
Dragon Ball Z: La Galaxia Está en Peligro se lanzó originalmente en VHS y Laserdisc en Japón. En 2006, Toei Animation lanzó la película como parte del DVD final de Dragon Box, que incluía las cuatro películas de Dragon Ball y trece películas de Dragon Ball Z. Estos se presentaron en una nueva transferencia de pantalla ancha de los negativos originales con una relación de aspecto de 16:9 que se mató de la relación de aspecto original de 4:3.
FUNimation lanzó La Galaxia Esta en Peligro para VHS y DVD el 17 de agosto de 2004 sin cortes. Como fue el caso con todos los lanzamientos anteriores, la película se lanzó en una relación de aspecto inigualable de 4:3. El DVD incluía un doblaje en inglés con una partitura original hecha por Mark Menza.
FUNimation relanzó La Batalla de los Tres Saiyajin y La Galaxia Esta en Peligro en DVD y Blu-ray el 10 de febrero de 2009 como parte de su línea "Double Feature".Este nuevo conjunto contó con una nueva transferencia de pantalla ancha de Video Post & Transfer y una nueva mezcla de audio para el doblaje en inglés con la partitura japonesa original realizada por Shunsuke Kikuchi, además de la mezcla anterior con la partitura de Menza.
FUNimation volvió a empaquetar los DVD de doble función en tres nuevos sets de thinpak, el segundo de los cuales se lanzó el 6 de diciembre de 2011 e incluyó Los Guerreros Más Poderosos, La Batalla de los Tres Saiyajin, El Poder Invencible y La Galaxia Esta en Peligro. Estos tres sets también se lanzaron juntos en Dragon Ball Z: Complete Movie Collection, solo para Canadá, con ilustraciones revertidas de Goten y Trunks de El Combate Final en la portada.

## Música
- Tema de apertura (OP): "Cha-La Head-Cha-La"
- Tema de cierre (ED): "Ginga O Koete Rising High"

## Batallas
- Luchador Lobo vs. Luchadores
- Doskoi vs. Luchadores
- Krilin vs. Luchadores
- Piccolo vs. Luchadores
- Trunks vs. Luchadores
- Gohan vs. Luchadores
- Ten Shinhan vs. Luchadores
- Gohan vs. Udo
- Trunks (Base/Super Saiyajin) vs. Ten Shinhan
- Piccolo vs. Krilin
- Doskoi vs. Sky Dragon
- Krilin vs. Zangya
- Trunks del Futuro (Base/Super Saiyajin) vs. Gokua (Base/Poder Completo Hera-seijin)
- Gohan vs. Bujin
- Trunks del Futuro (Super Saiyajin) vs. Bojack
- Ten Shinhan vs. Bujin
- Yamcha vs. Bido y Zangya
- Gohan (Super Saiyajin) vs. Zangya, Bido, y Bujin
- Piccolo vs. Bojack
- Trunks del Futuro (Super Saiyajin) vs. Bojack, Bujin, y Bido
- Vegeta (Super Saiyajin) vs. Bojack (Base/Poder Completo Hera-seijin)
- Trunks del Futuro (Super Saiyajin) vs. Zangya, Bujin, y Bojack (Poder Completo Hera-seijin)
- Gohan (Base/Super Saiyajin) vs. Bojack (Poder Completo Hera-seijin), Bujin, Zangya, y Bido
- Gohan (Base/Super Saiyajin 2) vs. Bujin y Bido
- Gohan (Super Saiyan 2) vs. Bojack (Poder Completo Hera-seijin)

## Curiosidades
- Fue la última película del actor de voz original del Maestro Roshi, Kōhei Miyauchi, quien murió dos años después.
- El cartel de la película muestra a Goku usando el Kamehameha, pero no lo usa en absoluto en la película.
- Durante las primeras partes del torneo, se puede ver a Sky Dragon. Este personaje proviene del episodio de relleno de Dragon Ball "Goku vs Sky Dragon", lo que lo convierte en un raro ejemplo de un personaje de relleno de Dragon Ball que aparece en Dragon Ball Z. De manera similar, un luchador que se parece a Hombre Lobo también se ve peleando en el torneo.
- Durante la primera parte de la película, en la primera parte del torneo, se puede ver a una persona en las gradas con una camiseta que dice "El Super Saiyajin". Y en la parte de atrás de su cabeza tiene una gorra de béisbol verde que dice "DB-Z" en la forma abreviada usada al revés.
- La forma en que el Maestro Roshi identificaba a las mujeres en esta película parodia a Terminator. El texto también es claramente visible en sus gafas.
- Al final de la ronda preliminar, cuando Piccolo gana, el locutor dice que ha avanzado a las semifinales, pero Piccolo había avanzado a los cuartos de final.
- Las cartas del Otro Mundo tenían al Emperador Pilaf, Mai y Sho en ellas. Junto con un breve flashback de la Saga de Freezer que Bulma tiene, este es uno de sus dos breves cameos en Dragon Ball Z.
- Similar a la película La Batalla de los Tres Saiyajin, esta película también termina con Piccolo y Vegeta aislados, con los dos mostrados en el techo del hospital esta vez.
- En el episodio de manga y anime, Trunks del Futuro se ve por última vez con el pelo corto, pero es largo de nuevo en la película. Es posible que Trunks del Futuro haya pasado más o menos un año en su línea de tiempo ayudando a reconstruir la sociedad y luego regresó a la línea de tiempo actual, lo que explicaría que su cabello sea más largo.
- Gokua y Zangya nunca fueron mencionados por su nombre durante toda la película.
- El décimo octavo paquete de música de Shunsuke Kikuchi para la franquicia comienza aquí. Las señales fueron designadas como códigos "M16XX", y este paquete haría su debut en serie en "Gohan Asiste a la Preparatoria".
- La película, junto con La Batalla de los Tres Saiyajin y El Regreso del Guerrero Legendario, usó una variación de la tercera apertura de Cha-La Head-Cha-La, con las secuencias de Vegeta convirtiéndose en Super Saiyan y el Ataque con Espada Brillante de Trunks del Futuro reemplazadas por secuencias de la Bala de Dispersión de Krilin, el Trihaz de Tenshinhan y la Bola de Espíritu de Yamcha de las dos primeras versiones.
- En esta película, un personaje de anime con un mohawk rojo intenso y patillas, así como una mirada severa con una cicatriz diagonal cruzando su rostro, aparece entre la multitud como el Pirata Espacial Capitán Harlock.
- Aunque no es exacto, el atuendo de Bulma en esta película refleja el que Launch usó con la diadema, la blusa y los pantalones cortos.

## Errores
- En toda la película, Mr. Satán tiene el cabello con un tono de color azul, esto es un error de coloreo ya que éste tiene el cabello negro.

## Recepción
La película se estrenó en los cines de Japón el 10 de julio de 1993 y fue parte de una película doble junto a Dr. Slump y Arale-chan: ¡N-cha! Desde Penguin Village with Love. Recaudó un total de ¥2.23 mil millones (US $20.3 millones).